# 聖博納旺蒂爾 (紐約州)
聖博納旺蒂爾（英語：St. Bonaventure）是位於美國紐約州卡特羅格斯縣的普查規定居民點。

## 人口
根據2020年美國人口普查的數據，聖博納旺蒂爾的面積為5.33平方千米，當中陸地面積為4.94平方千米，而水域面積為0.39平方千米。當地共有人口1963人，而人口密度為每平方千米368.29人。